# Paralititan
Paralititan stromeri
Genre
Espèce
Paralititan est un genre fossile de dinosaures sauropodes du groupe des titanosaures, ayant vécu au début du Crétacé supérieur dans ce qui est aujourd'hui l'Égypte. La seule espèce décrite, Paralititan stromeri, a été découverte par Stromer en 1916 et décrite en 2001. Son nom signifie « Titan du littoral » en Grec ancien.

## Découverte
Le spécimen holotype de Paralititan, répertorié CGM 81119, a été découvert dans la formation géologique de Bahariya, datant du Cénomanien (-99 à -93 millions d'années, au Crétacé supérieur). Environ 25 % du squelette a été découvert, dont 16 os complets tels que l'humérus droit, deux vertèbres sacrées postérieures fusionnées, et deux vertèbres caudales antérieures, ainsi qu'une centaine de fragments. Les os partiellement conservés incluent une scapula, l'humérus gauche et un métacarpe. Le crâne n'est pas connu. Les os du spécimen type de Paralititan montrent des traces de dents d'un carnivore qui les a nettoyés et dispersés sur une zone ovale de 8 mètres de long. Une dent de Carcharodontosaurus a été découverte parmi ses restes osseux.  L'holotype est conservé au musée géologique égyptien Du Caire.

## Description et taille

Silhouette hypothétique de Paralititan stromeri avec les os complets en blanc.

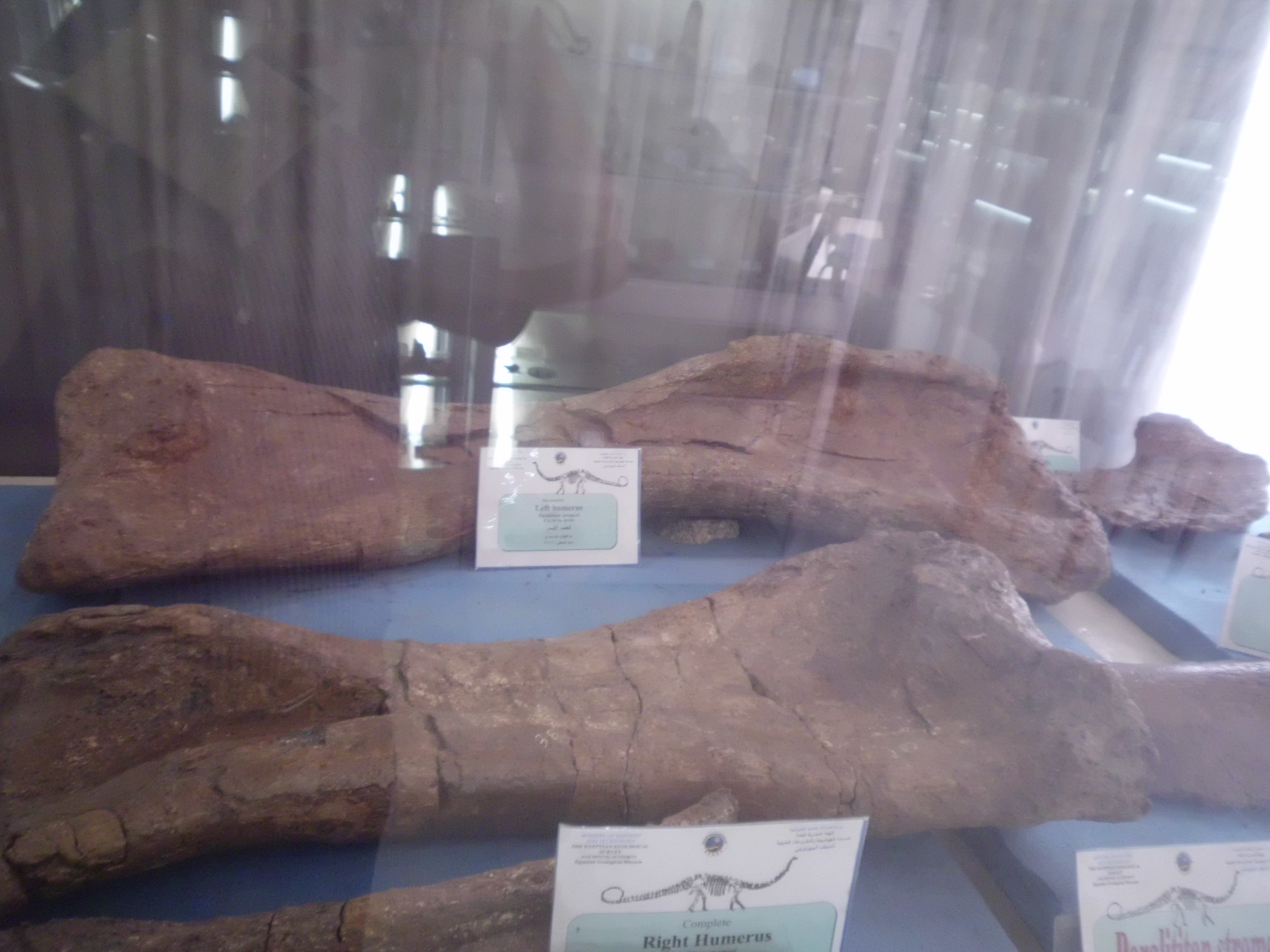
Les deux humérus de Paralititan au musée géologique du Caire.

Le fossile étant parcellaire, la taille est difficile à estimer. Son humérus, qui mesure 1,69 mètre, est l'un des plus grands connus pour un dinosaure, après celui du titanosaure d'Argentine Notocolossus, long de 1,76 mètre. Cela suggère que Paralititan était l'un des plus grands sauropodes du Crétacé supérieur. 

### Taille
- En 2006, Kenneth Carpenter, se fondant sur l'étude des restes d'un autre titanosaure, Saltasaurus, propose pour Paralititan une longueur totale de 26 mètres, une hauteur de 7 mètres et une masse de 59 tonnes[3].
- En 2010, Gregory S. Paul estime sa longueur à plus de 20 mètres et sa masse à 20 tonnes[4].
- En 2011, Thomas Holtz évalue sa longueur totale à 32 mètres et sa masse à 60 tonnes[5].
- En 2013, Scott Hartman estime que cet animal massif était toutefois un peu plus petit que les titanosaures géants Puertasaurus, Alamosaurus et Argentinosaurus[6].
- En 2016, en utilisant des formules de conversion basé sur la circonférence de l’humérus et du fémur des animaux quadrupèdes, B. J. González Riga et ses collègues estiment sa masse à 50 tonnes[2].
- En 2019 Gregory S. Paul évalue la masse de Paralititan entre 30 et 55 tonnes[7].

## Paléoécologie
Paralititan est le premier dinosaure dont on a démontré qu'il vivait dans un milieu de mangrove. Cet écosystème se situait le long de la rive sud de l'ancien océan Néotéthys. Il y vivait en compagnie d'au moins deux grands prédateurs, des dinosaures théropodes, Carcharodontosaurus et Spinosaurus, et d'au moins un autre sauropode Aegyptosaurus. 
Les os de Paralititan ont été dispersés par un carnivore, probablement un Carcharodontosaurus, un carnosaure de grande taille dont une dent a été découverte parmi ses restes. Ils ont été retrouvés dans des sédiments de vasière à mangrove, contenant des feuilles fossiles et des systèmes racinaires de fougères de l'espèce éteinte Weichselia reticulata (famille des Matoniaceae).
Bien que l'holotype d'Aegyptosaurus ait été détruit et que la comparaison avec Paralititan soit donc difficile, plusieurs autres caractères les distinguent. Aegyptosaurus était considérablement plus petit. La longueur de son humérus ne représente que 59% de celle de Paralititan et sa masse estimée n'est que d'une quinzaine de tonnes. Il avait peut-être des vertèbres caudales pleurocèles et possédait une omoplate faiblement convexe sans proéminence dorso-médiale, de plus son humérus portait une crête deltopectorale assez longue.